# Nancy Grace Roman Űrteleszkóp
A Nancy Grace Roman űrteleszkóp (rövidítve Roman vagy Roman Űrteleszkóp), korábban Wide-Field Infrared Survey Telescope vagy WFIRST) a NASA fejlesztés alatt álló infravörös űrteleszkópja, amelyet 2027 májusára terveznek indítani.
A Roman űrteleszkóp egy meglévő, 2,4 m széles látómezőn alapuló elsődleges tükörre épül, és két tudományos műszert hordoz majd. A Wide-Field Instrument (WFI) egy 300,8 megapixeles, többsávos látható és közeli infravörös kamera, amely a Hubble Űrteleszkóphoz hasonló képélességet biztosít 0,28 négyzetfokos látómezőn, amely 100-szor nagyobb, mint képalkotó kamerák a Hubble-on. A Coronagraphic Instrument (CGI) egy nagy kontrasztú, kis látómezős kamera és spektrométer, amely látható és közeli infravörös hullámhosszakat fed le új csillagfény-elnyomó technológiával. A magyar mérnök, Detre Örs Hunor is a teleszkópon dolgozik a kezdetek óta. 